# Ornaisons
Ornaisons är en kommun i departementet Aude i regionen Occitanien  i södra Frankrike. Kommunen ligger  i kantonen Lézignan-Corbières som ligger i arrondissementet Narbonne. År 2022 hade Ornaisons 1 097 invånare.

## Befolkningsutveckling
Antalet invånare i kommunen Ornaisons
Referens: INSEE

## Galleri

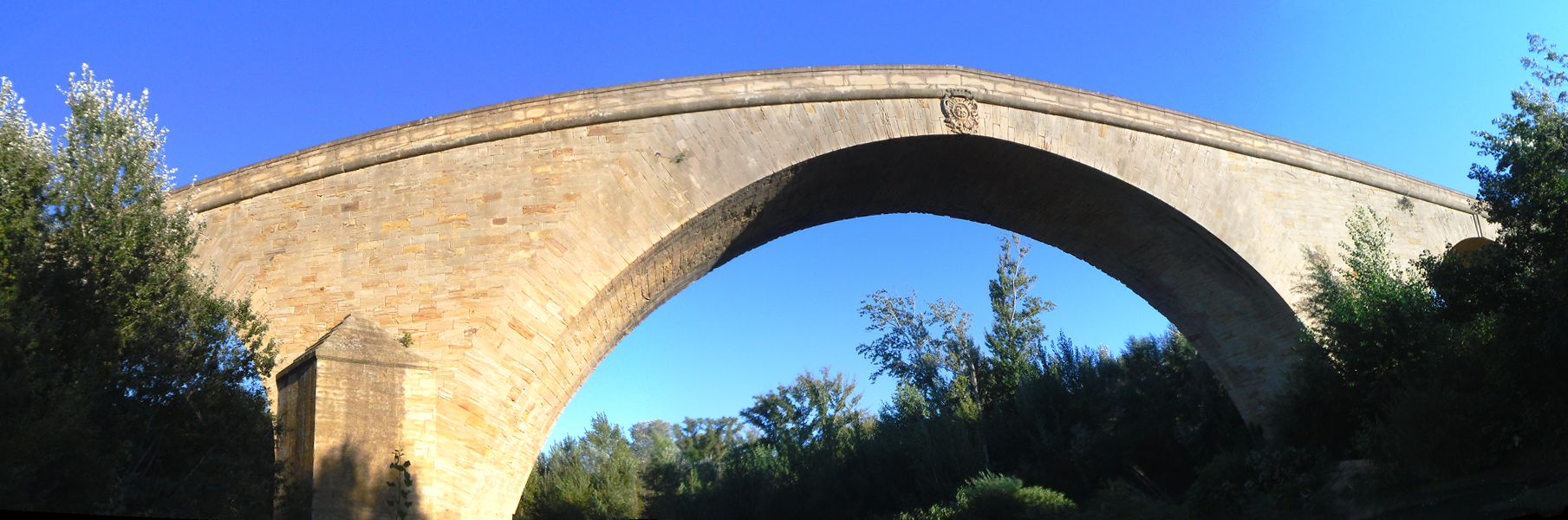
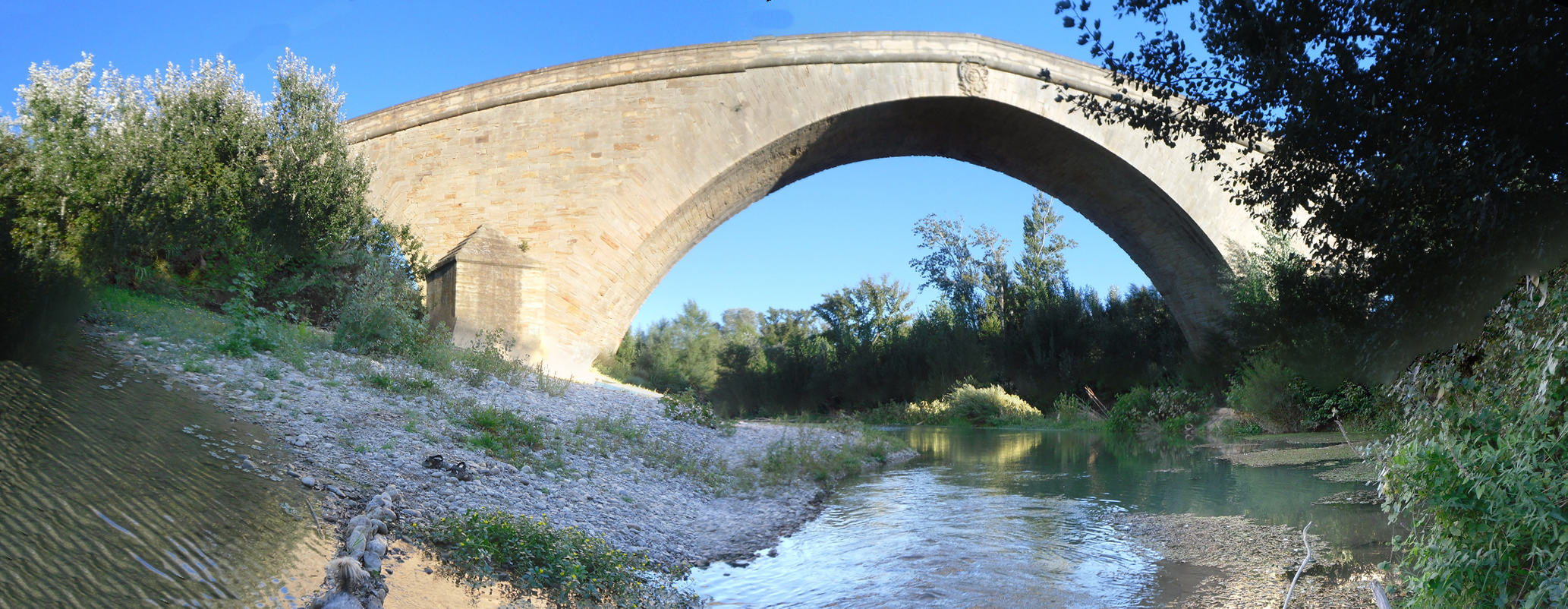
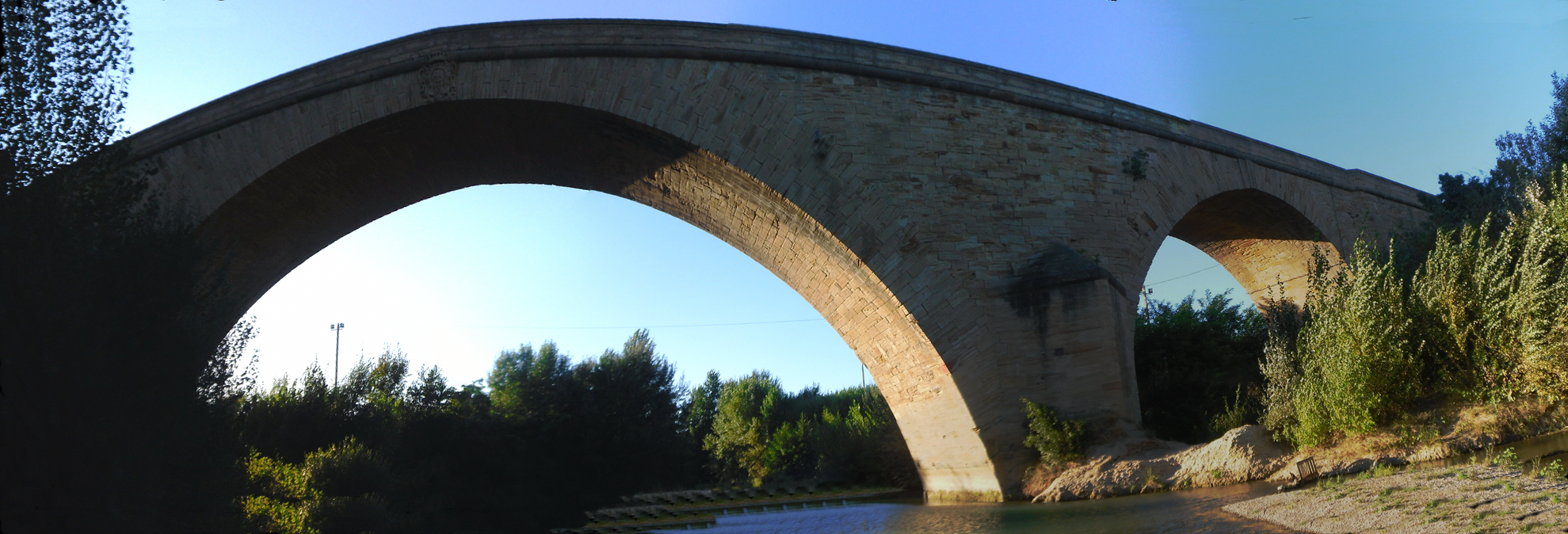
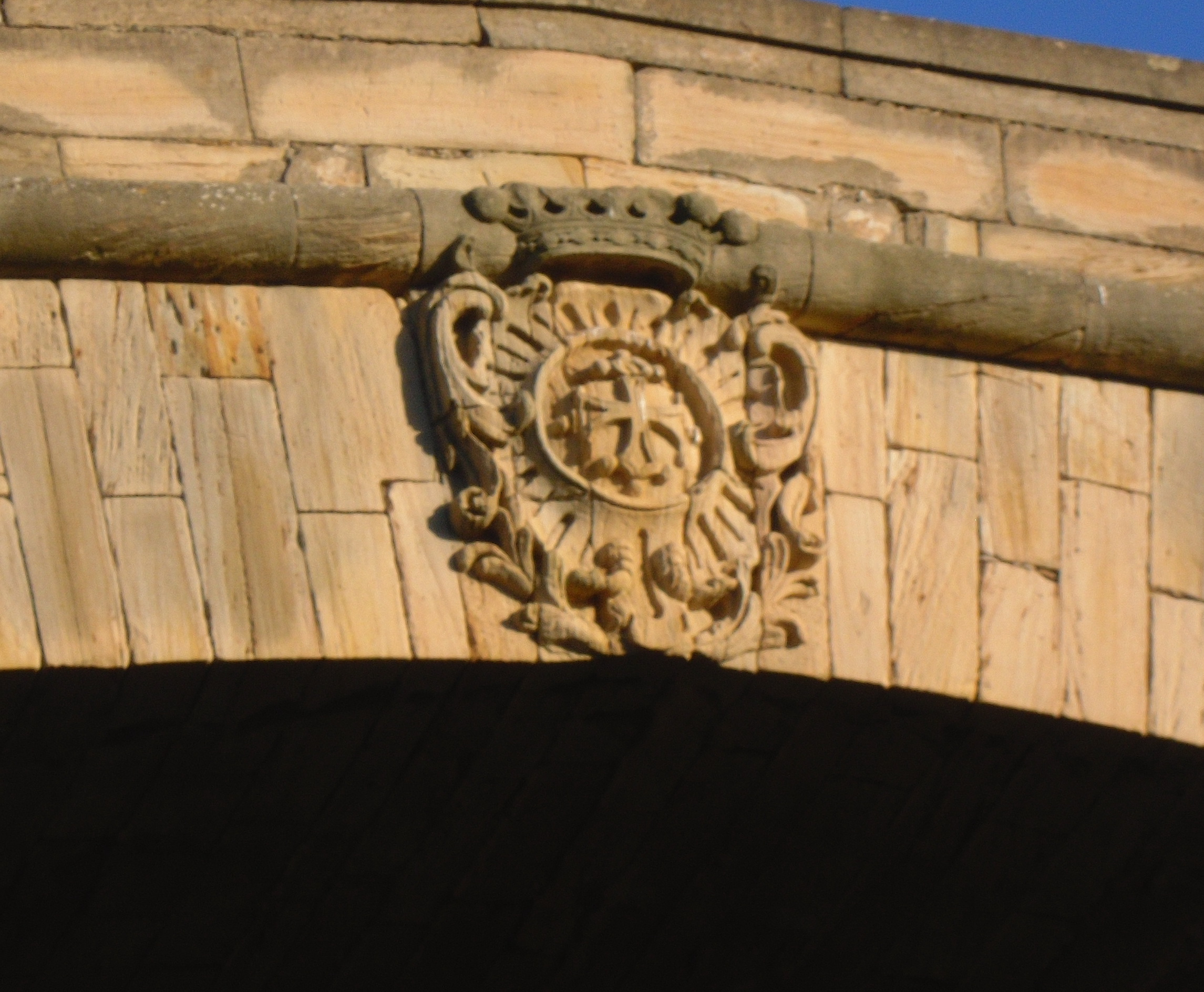
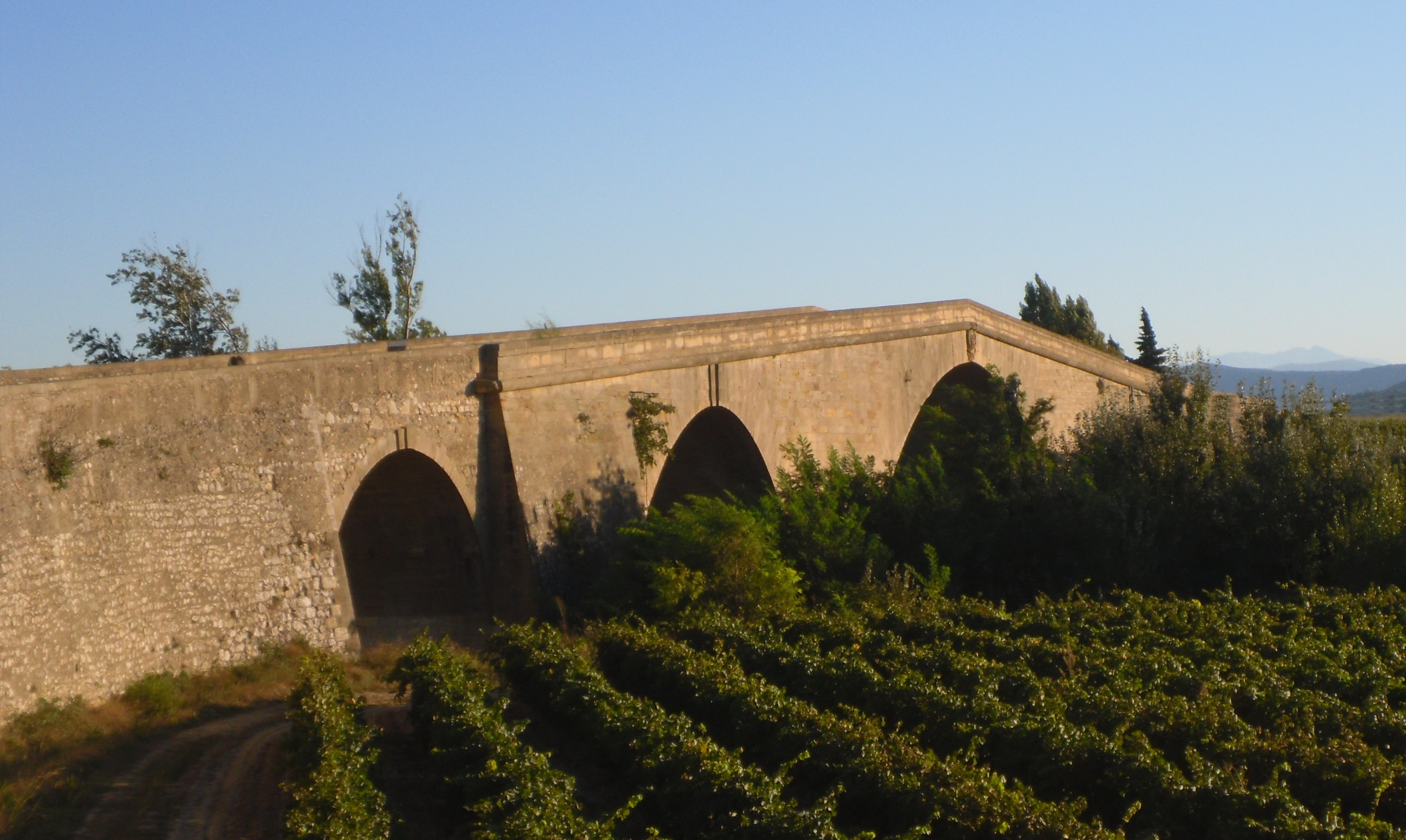
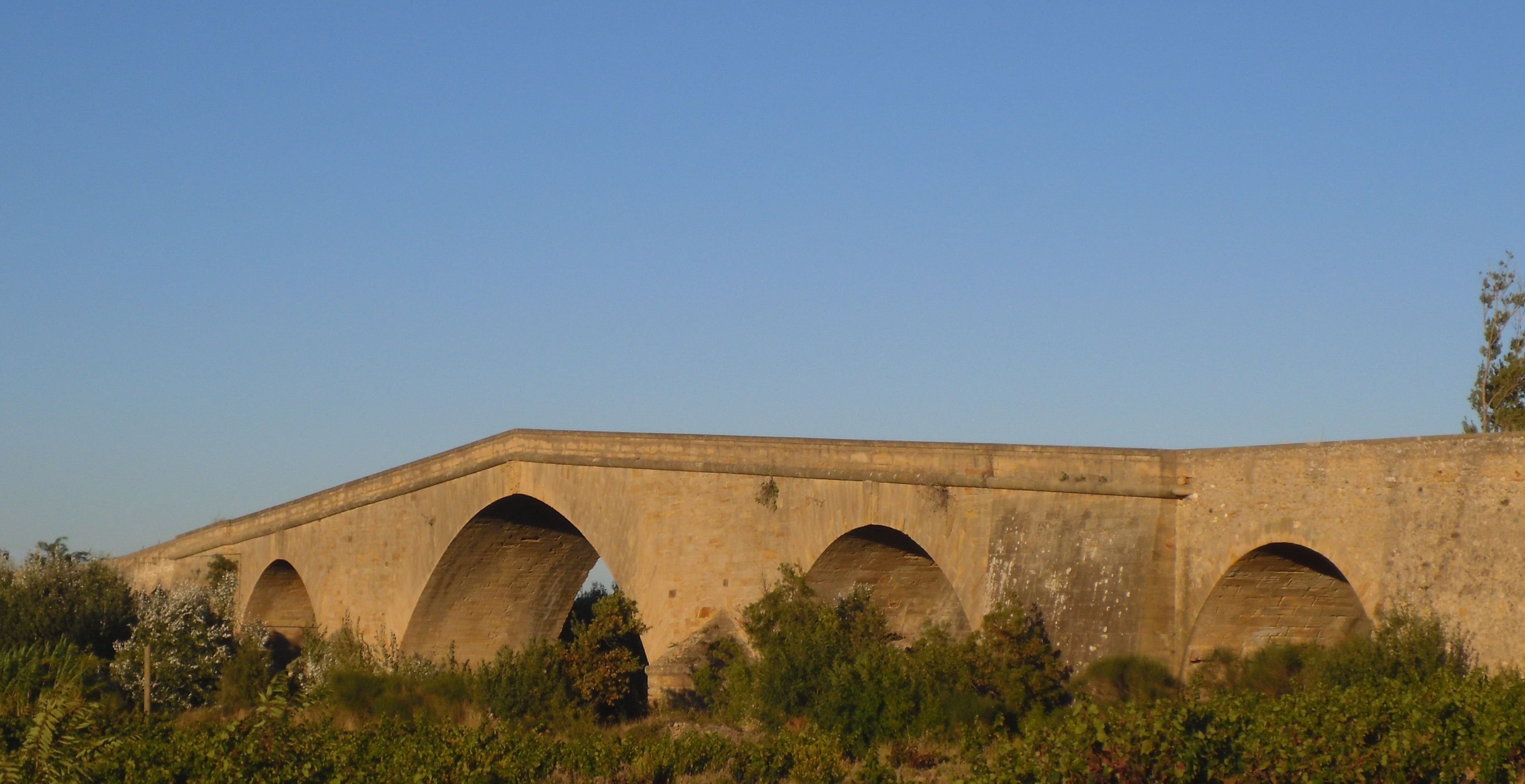
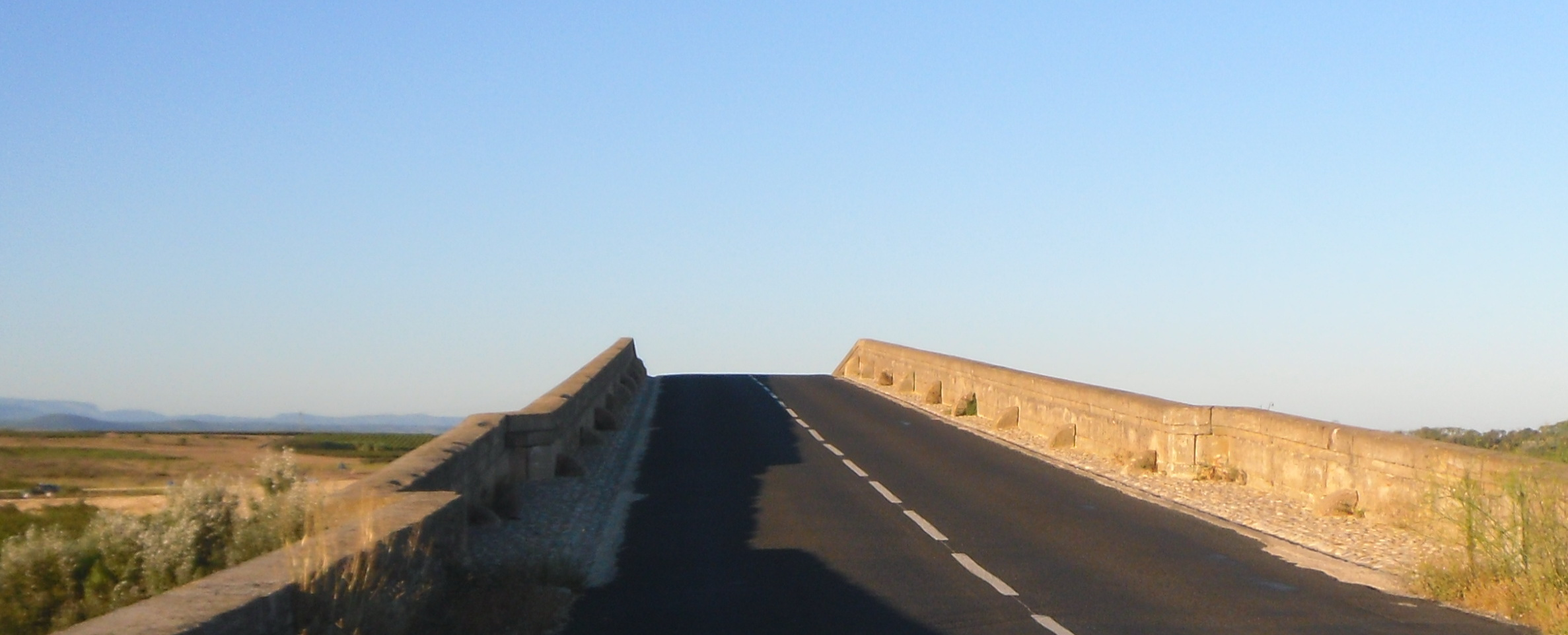
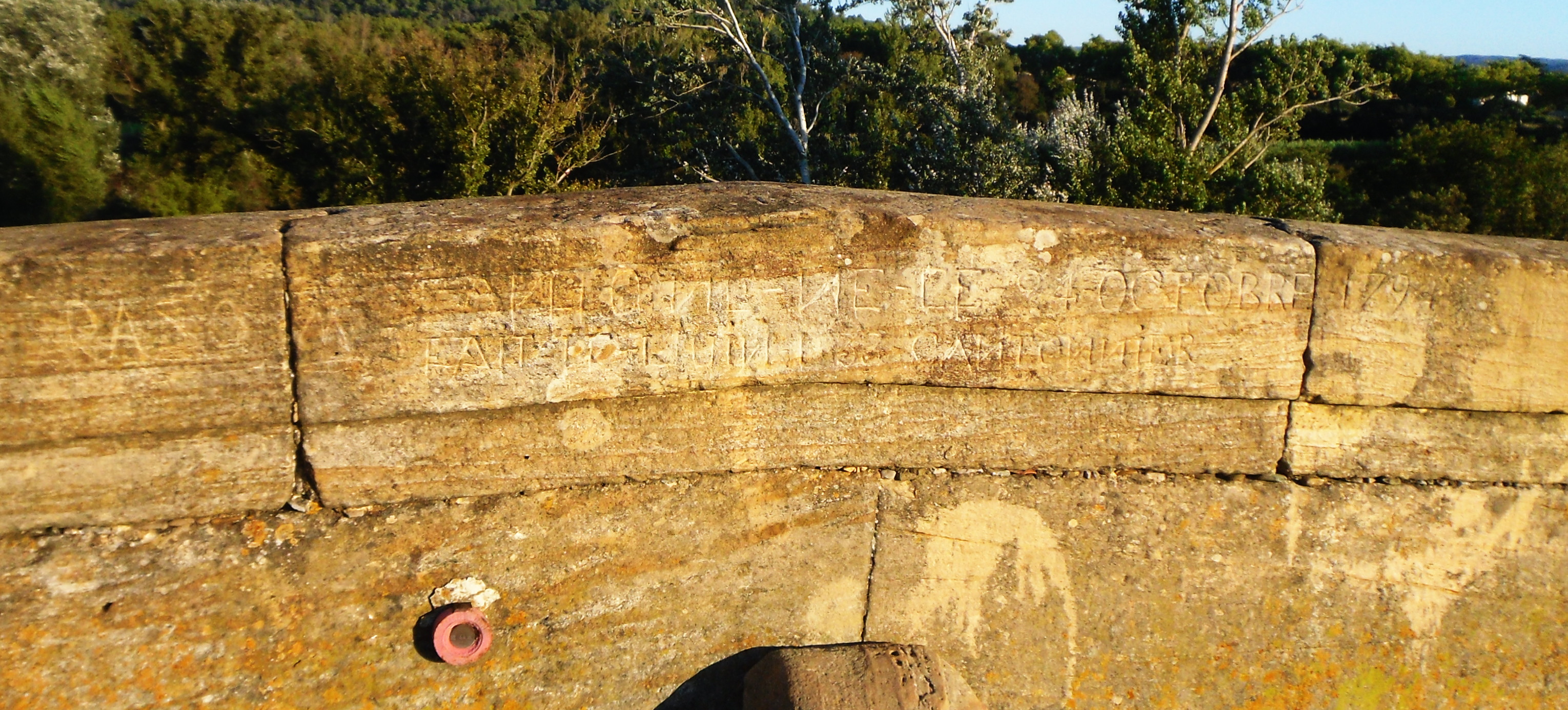
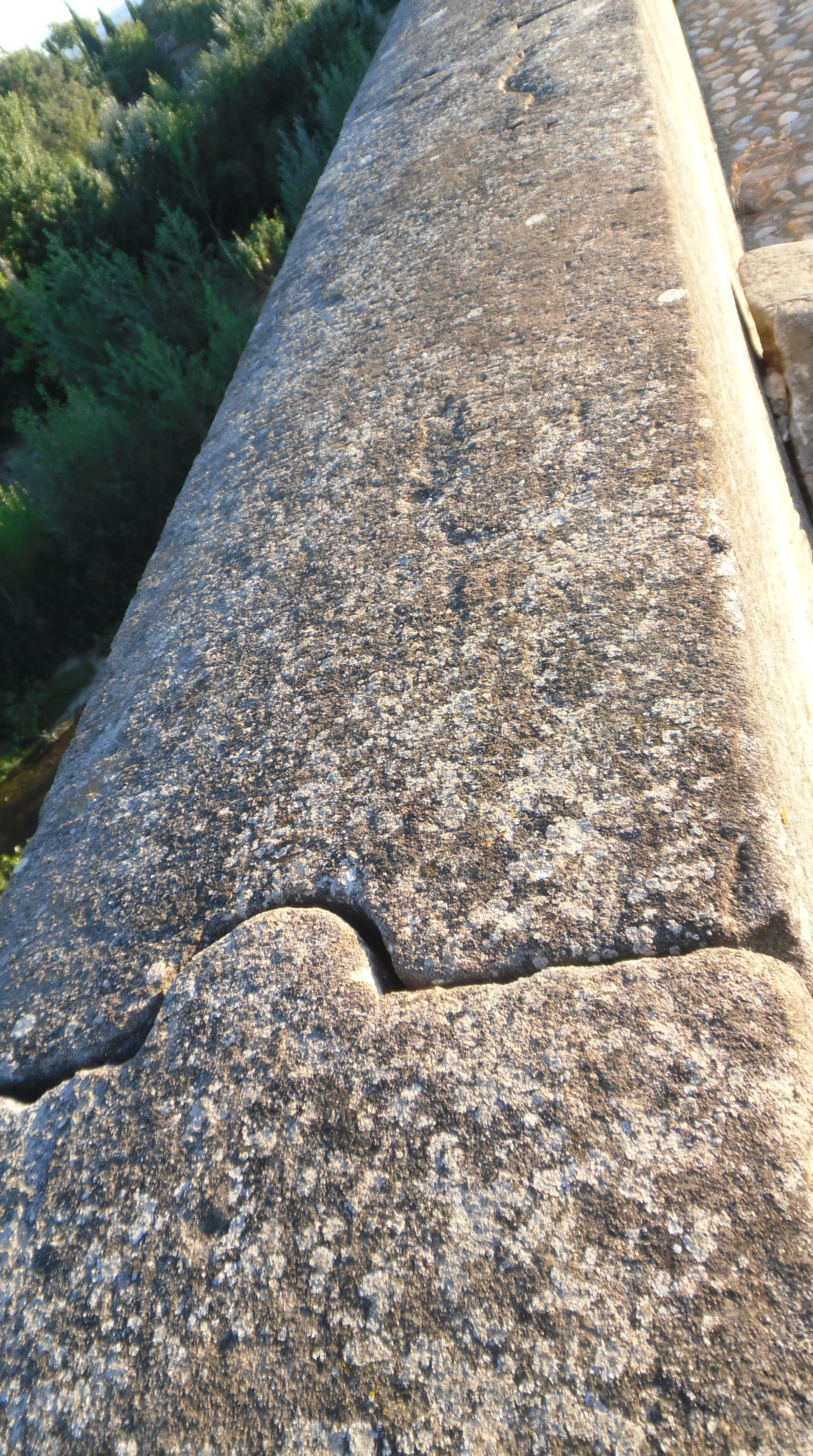
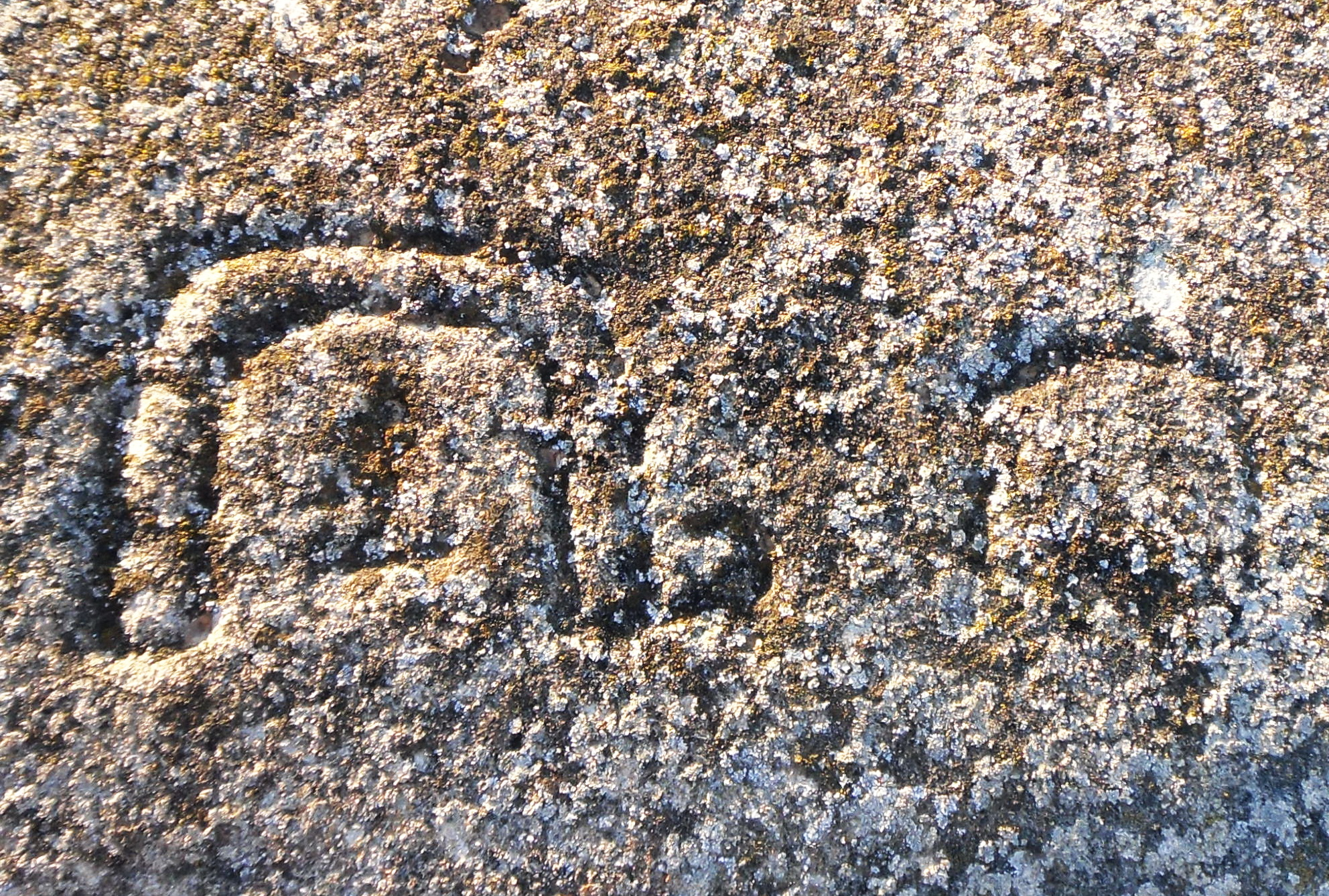
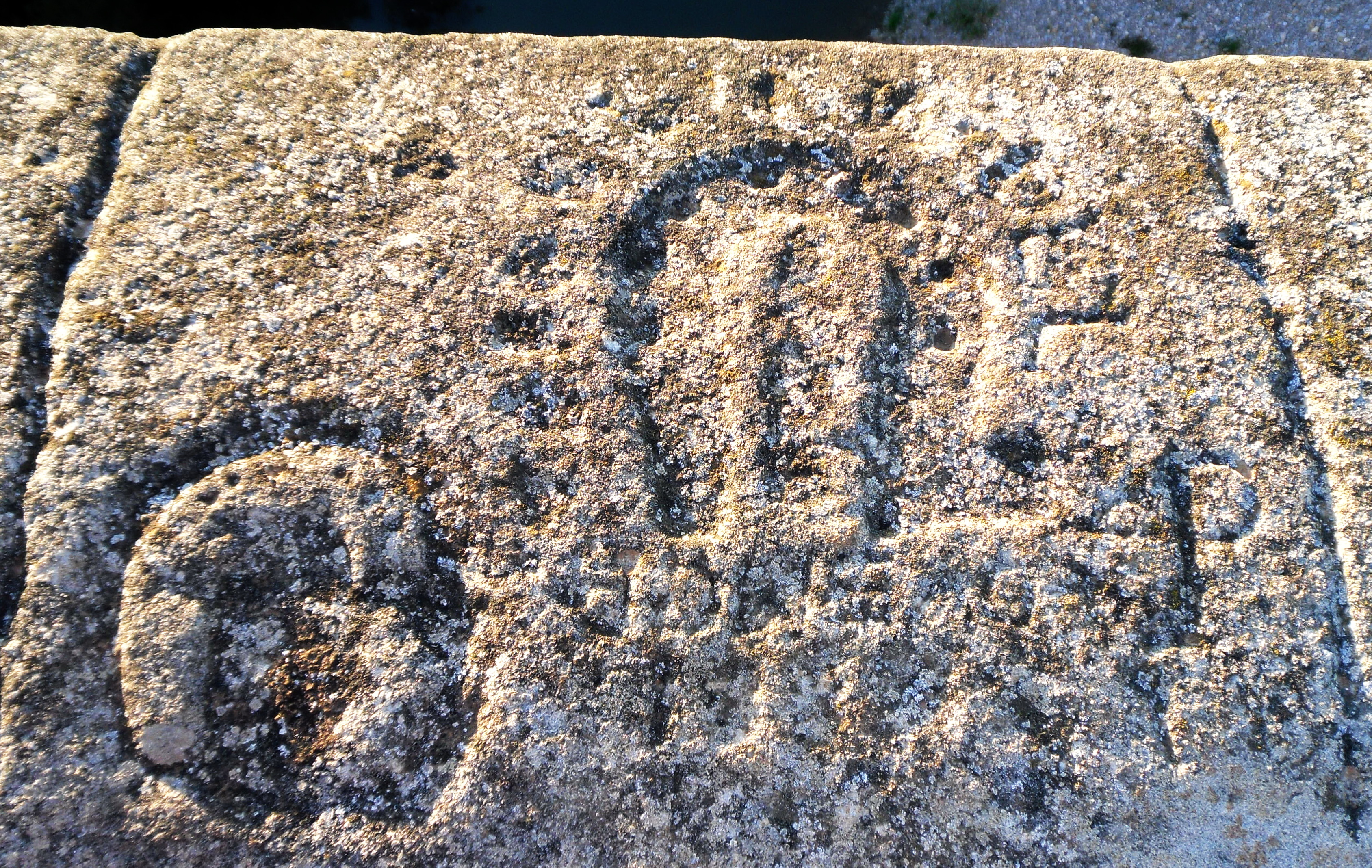
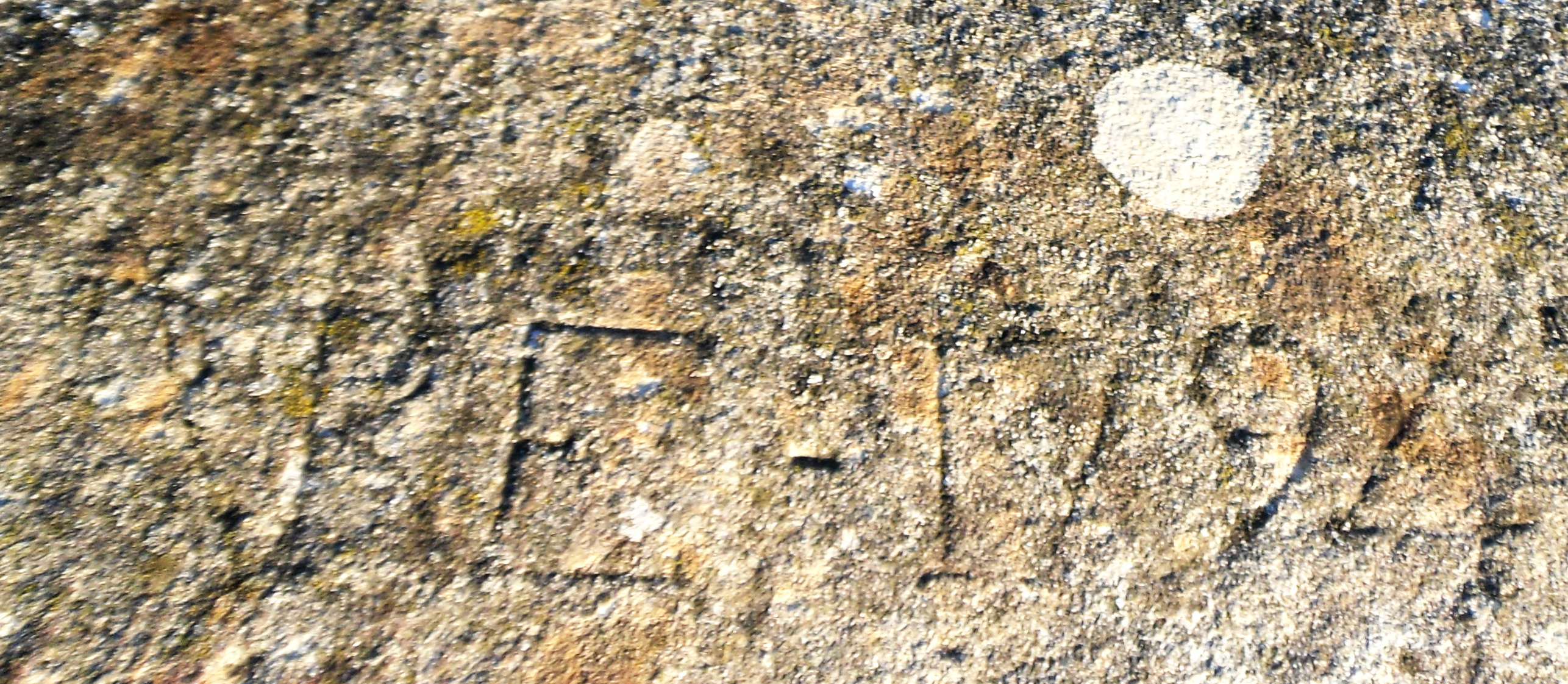
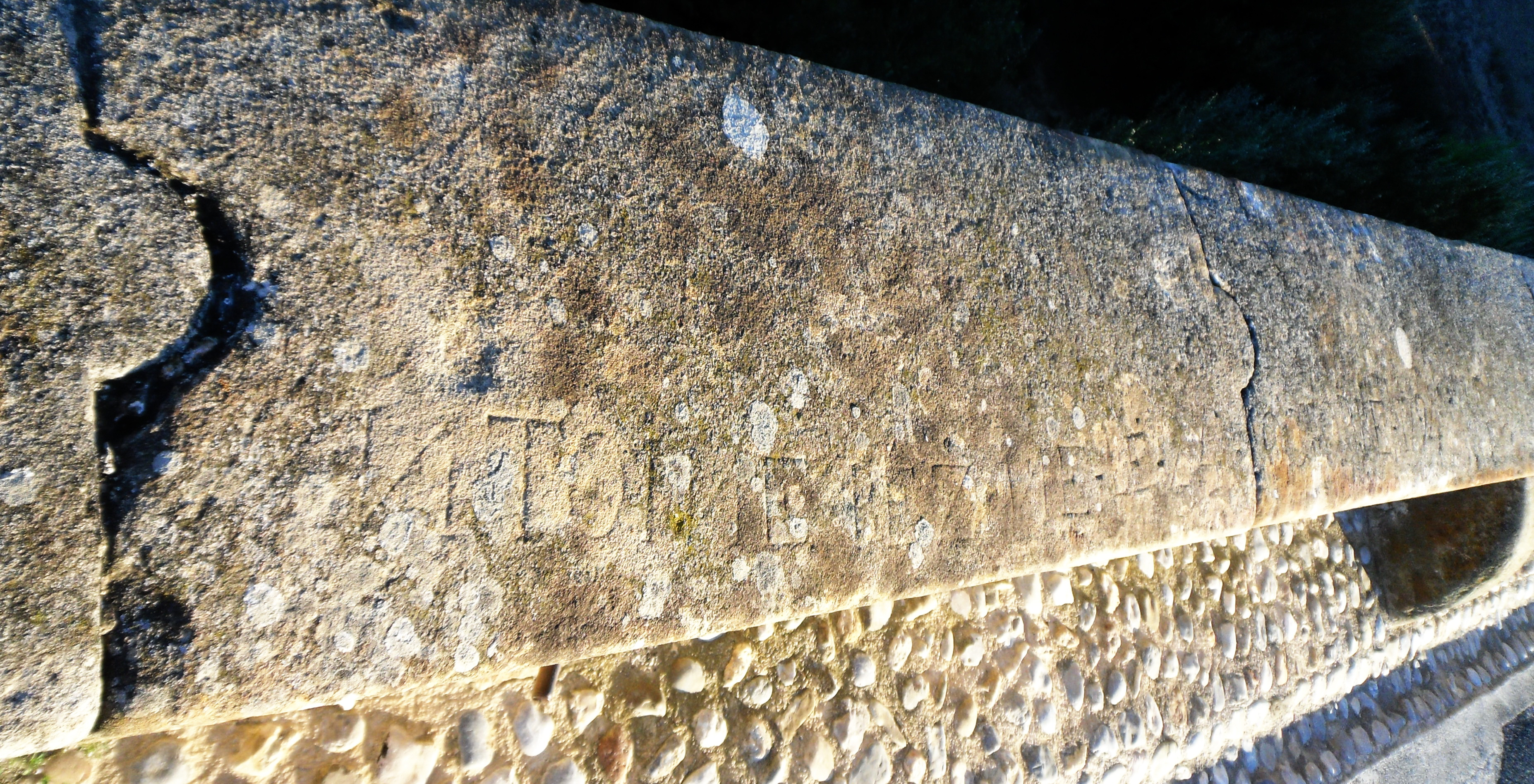
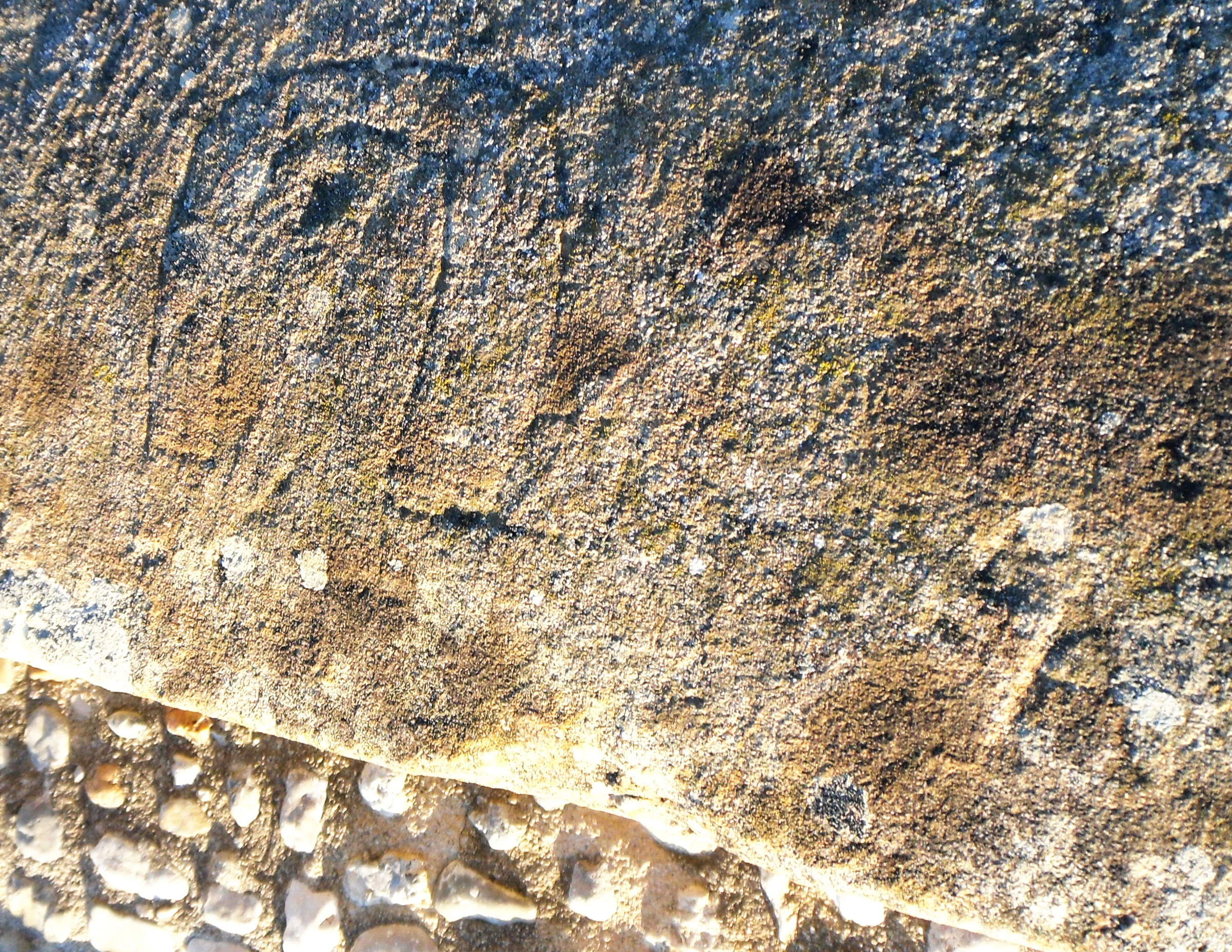
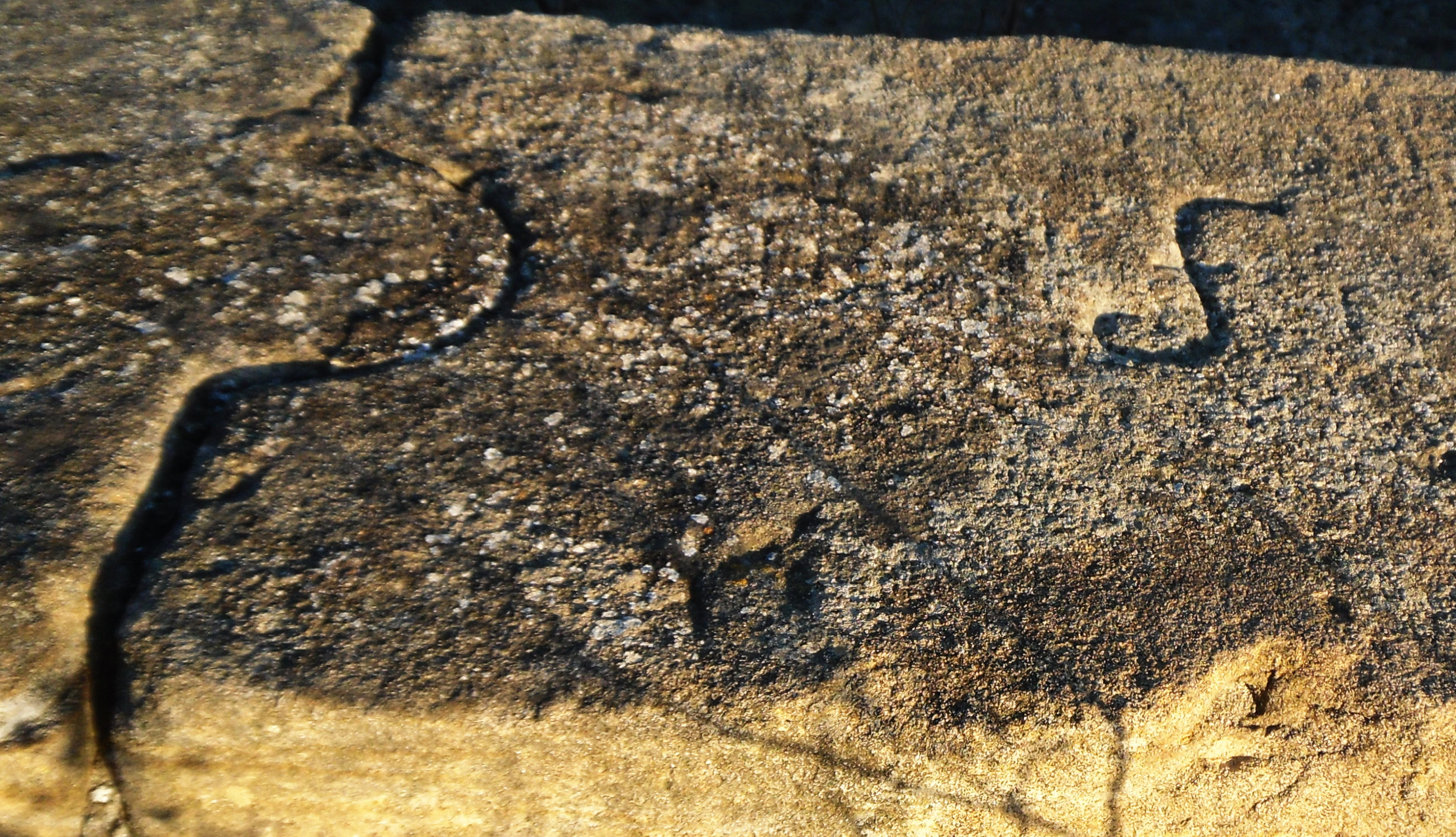